# Split 3
Split 3 je jedan od mlađih kotara u gradu Splitu. Smješten je istočno od Dioklecijanove palače, a omeđen je ulicama Bruna Bušića sa zapada, Vukovarskom sa sjevera, Velebitskom s istoka i Poljičkom cestom s juga. Ulica Matice Hrvatske dijeli Split 3 na Smrdečac na jugu odnosno Pisano Kame na sjeveru.
Južni dio kotara, ispod ulice Matice Hrvatske naziva se Smrdečac prema starom potoku koji je tekao od središta kotara Split 3, preko Trstenika te se ulijevao u more. Potok je naziv Smrdečac dobio zbog vode bogate sumporom, koja je odavala neugodan miris (poput pokvarenih jaja). U srednjem vijeku potok je nazivan Aqua septum, doslovno - smrdljiva voda. Urbanizacijom grada i izgradnjom stambenih kompleksa u 1960-im godinama, potok Smrdečac je većim dijelom zatrpan, a u korito su postavljene cijevi koje su nastavile odvoditi vodu prema ušću u more, na popularnoj plaži Trstenik.
Pisano kame je sjeverni dio kotara čiji naziv je zabilježen u knjigama već u 14. stoljeću kao "Piera pieta, Pietra dipinta". Čine ga ulice Fausta Vrančića, Matice Hrvatske i Rikarda Katalinića Jeretova. Unutar njega nalazi se sveučilišni kampus i srednjoškolski centar. 
U samom kampusu nalaze se sljedeći fakulteti:
- Fakultet građevinarstva, arhitekture i geodezije (FGAG)
- Fakultet elektrotehnike, strojarstva i brodogradnje (FESB)
- Ekonomski fakultet (EFS)
- Pomorski fakultet (PFST)
- Kemijsko tehnološki fakultet (KTF)
- Prirodoslovno matematički fakultet (PMF)
Od 2011. godine otvoren je i studentski dom "Dr. Franjo Tuđman", kao najnoviji i najmoderniji takve vrste u Republici Hrvatskoj. Osim njega, u kampusu se nalazi i Učenički dom.
U srednjoškolskom centru prisutne su sljedeće srednje škole: III. gimnazija (ex. MIOC), Građevinsko-geodetska srednja škola, Grafička škola, Prirodoslovna škola.
Unutar kampusa ostale su i dvije stare zgrade bivše vojarne "Visoka". U gornjoj zgradi se nalazi Škola likovnih umjetnosti, a u donjoj dio Umjetničke akademije.
Zgrada "Brodomerkura" koja se nalazi na južnom dijelu kvarta, odnosno van kampusa, kupljena je 2017. godine odlukom Ministarstva znanosti i Sveučilišta u Splitu. U nju je nakon uređenja useljen Filozofski fakultet. 
U ovom kotaru danas živi oko 13 000 stanovnika. Sam kotar je započet kao isključivo stambeno naselje da bi se izgradnjom Sveučilišnog kampusa (koja još traje) postupno pretvorio u znanstveno središte grada Splita. Osim Sveučilišnog kampusa, ovaj kotar je postao i trgovačko središte s brojnim trgovinama i poslovnim zgradama (Prima 3, Euroherc osiguranje, Monter, Lidl, itd.)

## Obrazovne ustanove
- Ekonomski fakultet
- FESB
- Građevinsko-arhitektonski fakultet
- Pomorski fakultet

## Vanjske poveznice
- Split 3 na službenoj stranici grada Splita
- Split 3 na www.kartasplita.com
- Split 3 na Facebooku